# Wilhelm von Kanitz
Wilhelm Graf von Kanitz (28 tháng 1 năm 1846 tại Podangen – 10 tháng 2 năm 1912 tại Berlin) là một sĩ quan quân đội Phổ, đã được thăng đến chức Trung tướng và Sư đoàn trưởng Sư đoàn số 20 tại Hannover. Ông đã từng tham chiến trong cuộc Chiến tranh Áo-Phổ năm 1866 và cuộc Chiến tranh Pháp-Đức (1870 – 1871).

## Tiểu sử

### Thân thế
Wilhelm sinh vào tháng 1 năm 1846 ở Podangen, trong một gia đình quý tộc cổ von Kanitz. Ông là con trai của Emil Carl Ferdinand Graf von Kanitz (1807 – 1877), Tổng giám đốc Lãnh thổ (General-Landschaftsdirektors) vùng Đông Phổ, thành viên Viện Đại biểu Phổ và Viện Quý tộc Phổ về sau này (1868 – 1877), với bà Charlotte von Sydow (1820 – 1868), người Nhà Stolzenfelde ở Neumark. Ông là em trai của nghị sĩ hùng biện nổi tiếng Hans Graf von Kanitz.

### Sự nghiệp quân sự
Thời trẻ, Kanitz học Trung học Chính quy (Gymnasium) tại Trường Tu viện Roßleben, sau đó ông học Luật ở Đại học Heidelberg, nơi ông gia nhập Liên đoàn Sinh viên Saxoborussia.
Vào ngày 18 tháng 5 năm 1866, với cấp hàm Chuẩn úy, ông gia nhập một đội kỵ binh thế phẩm (Ersatzeskadron, đơn vị ở lại Sở chỉ huy Trung đoàn) của Trung đoàn Thương kỵ binh số 11 (số 2 Brandenburg). Đội kỵ binh đã được chuyển thành một lực lượng cơ động và Kaniz đã chiến đấu cùng đơn vị của mình trong cuộc Chiến tranh Bảy tuần chống Áo vào năm 1866. Vào tháng 1 năm 1867, ông được đổi sang Tiểu đoàn số 1 Jäger (bộ binh nhẹ) và tại đây, ông được thăng quân hàm Thiếu úy vào ngày 10 tháng 8 năm 1867. Kể từ năm 1870 cho đến năm 1871, ông tham chiến trong cuộc chiến tranh chống Pháp của các quốc gia Đức, và được phong thưởng Huân chương Thập tự Sắt hạng II trong cuộc chiến này. Năm sau (1872), Kanitz được chuyển sang Trung đoàn Phóng lựu Hộ vệ số 109 (số 1 Baden), sau đó ông được lên cấp bậc Thượng tá vào ngày 11 tháng 3 năm 1873, được bổ nhiệm làm sĩ quan phụ tá của Lữ đoàn Bộ binh số 58 vào năm 1874 rồi vào tháng 5 năm 1876, ông được cắt cử vào phục vụ Bộ Tổng tham mưu trong vòng một năm. Tiếp theo đó, ông được đổi sang Trung đoàn Bộ binh Cận vệ số 2 vào năm 1877. Tại đây, 3 năm sau, ông được phong chức Đại úy và Đại đội trưởng vào năm 1880, rồi được phong cấp Thiếu tá vào năm 1889, Tiểu đoàn trưởng Tiểu đoàn Hỏa mai vào năm 1891, Thượng tá trong Bộ Tham mưu vào năm 1895 và Đại tá vào năm 1897. Sau đó, vào ngày 27 tháng 1 năm 1898, Kanitz được lãnh chức Chỉ huy trưởng Trung đoàn Phóng lựu Cận vệ số 4 Vương hậu Augusta. 3 năm sau (1901), ông được giao tạm quyền chỉ huy (Führung) Lữ đoàn Bộ binh số 39 đóng tại Hannover, vào ngày 19 tháng 6 năm 1901, ông được lên quân hàm Thiếu tướng đồng thời được thụ phong chức Lữ đoàn trưởng. Đến ngày 27 tháng 1 năm 1905, ông được thăng hàm Trung tướng và nắm tạm quyền chỉ huy Sư đoàn số 20. Vào năm 1906, theo yêu cầu của ông, ông được xuất ngũ (zur Disposition, rời ngũ nhưng sẽ được triệu hồi khi có chiến tranh).
Sau khi từ nhiệm, ông được nhận ghế Chủ tịch Ủy ban Quản lý Quỹ Hoàng đế Wilhelm đối với thương binh Đức vào năm 1907. Năm năm sau, ông từ trần vào tháng 12 năm 1912 ở Berlin.